# O scrisoare pierdută (spectacol TV din 1982)
O scrisoare pierdută este un spectacol de teatru preluat de Televiziunea Română de la Teatrul Lucia Sturdza Bulandra în anul 1982. Regia artistică a spectacolului a fost realizată de Liviu Ciulei pe baza piesei de teatru omonime scrise în 1884 de Ion Luca Caragiale. Rolurile principale au fost interpretate de actori mari ai teatrului românesc: Victor Rebengiuc, Mariana Mihuț, Petrică Gheorghiu, Dem Rădulescu, Mircea Diaconu, Octavian Cotescu, Ștefan Bănică, Fory Etterle și Aurel Cioranu.
Această reprezentație teatrală este considerată a fi una dintre cele mai valoroase  și a fost imprimată de Televiziunea Română pe peliculă și apoi întregistrată pe suport DVD.

## Rezumat
Acțiunea piesei se petrece „în capitala unui județ de munte” în perioada campaniei electorale pentru alegerile din aprilie 1883 pentru Parlamentul ce urma să revizuiască Constituția României. Dându-și seama că singura șansă de a fi ales ca deputat este să obțină sprijinul autorităților politice ale județului, avocatul Nae Cațavencu (Octavian Cotescu) fură de la un cetățean turmentat (Aurel Cioranu) o scrisoare de dragoste găsită de acesta pe stradă. Scrisoarea fusese trimisă de prefectul Ștefan Tipătescu (Victor Rebengiuc) către Zoe Trahanache (Mariana Mihuț), soția lui Zaharia Trahanache (Petrică Gheorghiu), prezidentul Comitetului permanent și conducătorul județean al partidului aflat la putere.
Cațavencu îl invită pe Trahanache la sediul ziarului Răcnetul Carpaților pentru a-i prezenta scrisoarea, dar bătrânul om politic, în ciuda faptului că recunoaște scrisul prefectului, se încăpățânează să considere documentul ca fiind plastograf. Avocatul o invită apoi pe Zoe la sediul ziarului și-i spune acesteia că o va publica în ziar, în cazul în care nu va fi sprijinit de autorități pentru a fi ales ca deputat. Prefectul refuză să-l susțină în alegeri pe Cațavencu și-i ordonă polițaiului Ghiță Pristanda (Ștefan Bănică) să-l aresteze pe avocat și să găsească scrisoarea. Cum scrisoarea nu este găsită, Zoe reușește să-l convingă pe Tipătescu să sprijine candidatura șantajistului. Situația se complică după ce sosește de la București o telegramă prin care i se cerea prefectului să-l scoată deputat cu orice preț pe un oarecare Agamemnon Dandanache (Fory Etterle).
În ședința care are loc înainte de alegeri, avocatul Tache Farfuridi (Dem Rădulescu) și Cațavencu țin niște discursuri demagogice și pline de nonsensuri, fiecare dintre ei sperând să fie desemnat drept candidat. Trahanache descoperise între timp o poliță falsificată de Cațavencu pentru a scoate 5.000 de lei de la o societate și hotărăște, de comun acord cu Tipătescu și cu Zoe, să-l proclame candidat pe Dandanache. După anunțarea candidatului, în sală izbucnește o încăierare, Pristanda introducând niște bătăuși pentru a pune mâna pe Cațavencu. 
Cațavencu reușește să scape din încăierare și se ascunde timp de două zile, iar scrisoarea nu este nici găsită de oamenii prefectului și nici nu este publicată în ziar. Între timp sosește Dandanache, ce fusese ales în unanimitate deputat. Acesta le povestește lui Tipătescu și Zoei că un lider politic necăsătorit (becher) ce venise la el acasă pentru un joc de cărți își uitase pardesiul. Dandanache i-a scotocit buzunarele și a găsit acolo o scrisoare de amor de la nevasta unei persoane însemnate către prietenul lui. S-a dus în grabă la becher și l-a amenințat că dacă nu va fi scos deputat va publica scrisoarea în ziarul „Războiul”, iar liderul politic a cedat și i-a trimis o telegramă lui Tipătescu. Întrebat de Zoe ce a făcut apoi cu scrisoarea, Dandanache a răspuns că o păstrează pentru a o folosi și în altă situație (spre deosebire de Cațavencu care promisese că o va restitui după alegerea sa). 
Trimițându-l pe Tipătescu la telegraf, Pristanda îl aduce în casă pe Cațavencu. Acesta din urmă îi spune Zoei că în încăierarea ce avusese loc cu două zile în urmă își pierduse pălăria, în căptușeala căreia se afla scrisoarea. În timpul discuției, în încăpere intră cetățeanul turmentat care-i spune Zoei că a găsit o scrisoare într-o pălărie cu care plecase pe cap de la întrunire. Cațavencu cade în genunchi și-i cere iertare doamnei Trahanache, iar aceasta îl iartă și îi spune să conducă manifestația publică și banchetul popular în cinstea deputatului ales, dându-i speranțe că ar putea să fie sprijinit la următoarele alegeri. Piesa de teatru se termină cu banchetul popular din grădina primăriei, unde se țin toasturi și se servește șampanie.

## Distribuție
- Victor Rebengiuc - Ștefan Tipătescu, prefectul județului
- Fory Etterle - Agamemnon Dandanache, vechi luptător de la 48
- Petrică Gheorghiu - Zaharia Trahanache, prezidentul Comitetului permanent, Comitetului electoral, Comitetului Școlar, Comițiului Agricol și al altor comitete și comiții
- Dem Rădulescu - Tache Farfuridi, avocat, membru al acestor comitete și comiții
- Mircea Diaconu - Iordache Brînzovenescu, asemenea
- Octavian Cotescu - Nae Cațavencu, avocat, director-proprietar al ziarului Răcnetul Carpaților, prezident-fundator al Societății enciclopedice-cooperative Aurora economică română
- Jean Reder - Ionescu, institutor, colaborator la acel ziar și membru al acestei societăți
- Simion Hetea - Popescu, institutor, asemenea
- Ștefan Bănică - Ghiță Pristanda, polițaiul orașului
- Aurel Cioranu - un cetățean turmentat
- Mariana Mihuț - Zoe Trahanache, soția celui de sus

## Producție
Prima reprezentație a piesei O scrisoare pierdută a lui Ion Luca Caragiale a avut loc pe scena Teatrului Național la 13 noiembrie 1884 , fiind supervizată chiar de către autor. În decursul timpului, ea a avut parte de numeroase montări și viziuni regizorale. 
Spectacolul de teatru cu piesa O scrisoare pierdută, regizat de Liviu Ciulei, a avut premiera în anul 1972 pe scena Teatrului Lucia Sturdza Bulandra din București, cu prilejul aniversării a 120 de ani de la nașterea dramaturgului. Rolul lui Tipătescu era interpretat inițial de Toma Caragiu, cel al Zoei Trahanache de Rodica Tapalagă, iar cel al lui Dandanache chiar de Ciulei. Toma Caragiu a murit însă în cutremurul din 4 martie 1977, iar Rodica Tapalagă a plecat la Teatrul Mic, nevrând să mai joace fără Toma Caragiu (după cum a presupus Mariana Mihuț).  Toma Caragiu și Rodica Tapalagă au fost înlocuiți în spectacolul de la Teatrul Lucia Sturdza Bulandra de Victor Rebengiuc și soția sa, Mariana Mihuț. 
În anul 1982, Televiziunea Română a imprimat o reprezentație a spectacolului pentru a fi difuzat la televizor. Înregistrarea a fost filmată într-o singură noapte, pe ascuns, în mare grabă. Publicul din sală a fost adus special în acest scop. Preluarea nu fusese trecută în scriptele sau la avizierele TVR. Totul s-a făcut cu mare discreție, pe răspunderea lui Tudor Vornicu, redactor-șef al Direcției Programe.
În acele vremuri, spectacolele televizate erau imprimate pe peliculă alb-negru, numai evenimentele sportive fiind înregistrate pe peliculă color. Tudor Vornicu a luat peliculă color de la Departamentul Sport pentru a înregistra spectacolul.
În acel spectacol, după cum a afirmat Mariana Mihuț, Victor Rebengiuc a întârziat în scenă pentru prima dată. „Victor nu a întârziat niciodată la un spectacol în viața lui. La imprimare a întârziat. Eu strigam în scenă, după ce citeam scrisoarea: «Dar, unde e Fănică?» Fănică nu apărea. Am mai spus o dată, mai tare. Atunci mi-am dat seama că s-a întâmplat ceva. Am ieșit din scenă și am gonit până la cabine. Victor stătea liniștit de vorbă cu Cațavencu. Atât am spus: «Unde trebuia să fii tu acum?» O să vedeți pe imprimare o pauză atât de mare cum nu s-a mai văzut în Caragiale. Lumea din sală a crezut că asta e viziunea lui Ciulei.” 
În nota nr. 296 scrisă la 30 noiembrie 1982 (și transcrisă în „Cartea Albă a Securității”, ediție îngrijită de Virgil Măgureanu) de colonelul Gheorghe Dănescu, șeful Securității Municipiului București, era prezentată nemulțumirea lui Radu Beligan, artist al poporului și directorul Teatrului Național din București, față de prezentarea de către TVR a reprezentării piesei O scrisoare pierdută, regizată de Liviu Ciulei, care plecase din România în 1980. Potrivit acelei note: „Radu Beligan se arată nemulțumit și pentru faptul că televiziunea a transmis piesa «O scrisoare pierdută», în regia lui Liviu Ciulei, care a întors spatele țării, plecând în străinătate, și nu pe cea regizată de un membru al CC al PCR, adică de el. După opinia sa, tinerii care iau contact pentru prima oară cu o astfel de piesă, precum cea transmisă, nu au de învățat, ea constituind o «crimă pentru actul cultural în sine»”. 

## Distribuire
Spectacolul imprimat în 1982 a fost preluat din Arhiva Multimedia a Televiziunii Române și înregistrat de TVR Media pe suport DVD în anul 2005. Masterizarea materialului a fost realizată de Empire Video Production.
În toamna anului 2010, revista Dilema veche a lansat seria „Capodoperele teatrului românesc” din care făceau parte 8 DVD-uri cu cele mai cunoscute spectacole de teatru românești. Primul DVD din serie, difuzat la 23 septembrie 2010, a cuprins spectacolul O scrisoare pierdută, imprimat în 1982.  Cu ocazia lansării seriei „Capodoperele teatrului românesc”, în sala Horia Lovinescu a Teatrului Nottara a avut loc o discuție cu publicul a actorilor Victor Rebengiuc, Mariana Mihuț, Mircea Diaconu și alții. 

## Recepție
Într-o analiză a piesei făcută în februarie 1972 în revista „Teatrul”, Ileana Popovici afirmă că „Liviu Ciulei pare să fi păstrat totuși capacitatea unei priviri „ingenue” - fiindcă nu tratează personajele cu acel respect înghețat destinat unor entități definitiv cristalizate, ci le consideră vii, mobile, capabile de reacții imprevizibile”. 
Profesoara Elena Saulea considera această reprezentație a piesei în viziunea lui Liviu Ciulei ca o reprezentație spectacologică, ieșită din rutină și de o libertate de expresie surprinzătoare, creație„de referință pe acest traseu al emancipării spirituale a spectatorului comediilor lui Caragiale prin deșablonizarea mijloacelor de expresie”. 

## Echipă tehnică
- Asistența tehnică: ing. Dan Constantin Laurescu, thn. video Alexandru Hersch, Dumitru Staciuc
- Lumini: ing. Virgil Petrovici, Gheorghe Dumitra, Titi Trandafiridis
- Regia de transmisie: Alexandru Căpușneac
- Producători executivi TVR Media: Ioana Bogdan, Anca Dragomir